# Ruskovce (powiat Sobrance)
Ruskovce – wieś (obec) na Słowacji położona w kraju koszyckim, w powiecie Sobrance. Pierwsze wzmianki o miejscowości pochodzą z roku 1418.
Według danych z dnia 31 grudnia 2012, wieś zamieszkiwało 270 osób, w tym 126 kobiet i 144 mężczyzn.
W 2001 roku rozkład populacji względem narodowości i przynależności etnicznej wyglądał następująco:
- Słowacy – 95,93%
- Czesi – 0,41%
- Polacy – 0,41%
- Romowie – 2,85%

Ze względu na wyznawaną religię struktura mieszkańców kształtowała się w 2001 roku następująco:
- Katolicy rzymscy – 37,4%
- Grekokatolicy – 58,54%
- Prawosławni – 2,03%
- Husyci – 0,41%
- Ateiści – 0,81%
- Nie podano – 0,81%